# 莫少平
莫少平（1958年2月19日—），中國維权律师、刑事辩护律师、北京莫少平律师事务所主任，代理政治犯、良心犯、法輪功信仰等大量敏感案件。

## 生平
1958年生于北京，祖籍广西忻城县，父母都是醫生，祖父曾任國民政府的國大代表、從事教育辦學校，文革中遭批鬥不甘受辱投河自盡；外祖父留學日本、美國，是基督徒，文革時被批鬥致死。莫少平早年喜歡拉小提琴、游泳、乒乓球、打籃球，閱讀中外名著。
1979年參軍，隔年復員分配到北京市檢察院。1985年毕业于中国政法大学法律系，从1994年起就就开始维权，他处理过很多重大的敏感案件。莫少平受理的第一起敏感案件是刘念春，劉1978年参加民主墙运动被判处10年有期徒刑、后又判劳教3年，1998年获准保外就医，与家人来美。此外，还为作家刘晓波、原中国民主党主席徐文立、政治活动人士方觉、原学生运动领袖江棋生、辽阳工人姚福信、网络作家杜导斌、异议人士张林、法輪功學員、鄭恩寵律師、北京新青年学会的四君子、记者兼独立作家师涛、旅美学者杨建利博士以及《纽约时报》驻北京办事处的新闻助理赵岩担任辩护律师。

## 获奖
- 2003年获美国《时代周刊》亚洲版评选为亚洲英雄。[6]
- 2005年获香港《亚洲周刊》评选为风云人物。[7]
- 2007年获得法兰西共和国人权奖。[8]